# アモス&アンドリュー
『アモス&アンドリュー』（原題：Amos & Andrew）は、1993年制作のアメリカ合衆国のコメディ映画。

## あらすじ
黒人の高名な人類学者アンドリュー・スターリングは、リゾート地に豪華な別荘を購入したが、引っ越しの最中に隣人のギルマン夫妻からコソ泥と間違えられて、警察に通報される。トリバー署長は警官たちを引き連れてアンドリューの邸宅を包囲、銃を発砲した。
アンドリューからの電話で通報が勘違いだと分かったトリバーはこの不祥事をもみ消すため、刑務所に収容されているアモスを呼び寄せ、アンドリューを人質に取り、家に立てこもれば釈放してやるとの条件を出して、アンドリューの家に入り込ませる。しかし、実はトリバーはアモスを捕えてコソ泥に仕立て上げたうえで、彼を捕まえて手柄を立てようとしていた。さらに、トリバーは、アモスに「アンドリューのような黒人は撃ってしまえ」と暴言を吐いてしまう。
2人はギルマンの邸宅に上がり込み、そこで夫妻がテレビのレポーターのインタビューに答えたビデオを見て事の真相を知り、手を組んで反撃に打って出る。

## キャスト
- アモス・オデル：ニコラス・ケイジ
- アンドリュー・スターリング：サミュエル・L・ジャクソン
- トリバー署長：ダブニー・コールマン
- フィル・ギルマン：マイケル・ラーナー
- ジュディ・ギルマン：マーガレット・コリン
- ドナルドソン巡査：ブラッド・ドゥーリフ
- フェントン・ブランチ牧師：ジャンカルロ・エスポジート
- ロイ：ボブ・バラバン
- ボブ：トレイシー・ウォルター
- アール：チェルシー・ロス

## 評価
レビュー・アグリゲーターのRotten Tomatoesでは24件のレビューで支持率は17%、平均点は4.00/10となった。Metacriticでは23件のレビューを基に加重平均値が38/100となった。